# Donso Nciba
Donso Nciba (en bambara Le Chasseur Nciba) est une épopée mythologique bambara du conteur malien Amari Diarra relatant la vie et les exploits extraordinaires d'un chasseur légendaire, Donso Nciba. C'est une œuvre de la littérature orale bambara, relatée avec un accompagnement musical ; elle a été transcrite par écrit en 1974.

## Résumé
Le récit se déroule dans un temps mythique révolu. Donso Nciba est mis au monde tardivement par sa mère Tinenfla, femme vertueuse dont il est le fils unique. Très vite, il fait preuve de qualités de chasseur exceptionnelles. Il devient le meilleur chasseur du Bélédougou (région de l'actuel Mali). Mais il acquiert aussi la capacité de parler avec les animaux de la brousse. 
La première épouse de Donso Nciba, Nyéga, est une femme vertueuse très appréciée au village. En revanche, sa seconde épouse, Araba, s'avère peu à peu être une femme perfide et infidèle.
Un jour, Donso Nciba rencontre une hippotrague femelle qui le supplie d'épargner son petit. Donso Nciba accepte et va jusqu'à cacher le petit dans sa case pendant qu'il chasse. Mais pendant l'absence de Donso, sa seconde épouse, Araba, pénètre dans la case de son mari en son absence malgré l'interdiction qu'il lui en avait faite. Elle y découvre le petit de l'hippotrague et le tue à coups de pilon. À son retour, Donso Nciba, affligé et honteux, se sent si déshonoré vis-à-vis de ses alliés animaux et songe à se suicider. Lorsque l'hippotrague femelle vient retrouver son petit, Donso lui avoue la vérité. L'hippotrague le tranquillise car « l'humanité repose sur de nombreux secrets ». L'hippotrague pousse alors jusqu'à ce que sa propre queue tombe à terre et elle explique à Donso comment ressusciter le faon : il doit remplir d'eau une calebasse neuve et en asperger le cadavre avec la queue. Pour récompenser la générosité de Nciba et son sens de l'honneur, l'hippotrague lui offre cette queue, qui est un fétiche au pouvoir immense. Elle le prévient cependant que si un jour la queue est plongée dans de l'eau de salpêtre, elle perdra son efficacité à jamais. Araba, qui les écoute à leur insu, entend tout.
Donso Nciba confie le fétiche au patriarche de la cité et l'objet est suspendu dans le vestibule public, au vu et au su de tous. Commence alors un âge d'or pour le village de Donso Nciba : chaque fois que quelqu'un meurt, Donso ou le patriarche, voire les gens de la famille concernée eux-mêmes, prennent la queue et vont le ressusciter.
Or, pendant ce temps, Araba a pris un amant. Un jour, au cours d'une sortie hors du village, Donso Nciba, l'amant d'Araba et deux autres hommes se font tuer par des ennemis. Araba les découvre la première. Elle ressuscite son amant et les deux hommes, mais pas Donso Nciba, puis elle va plonger la queue dans de l'eau de salpêtre avant de la reposer à son emplacement habituel. Lorsque les autres villageois tentent de ressusciter Donso Nciba, ils comprennent que la queue a perdu son pouvoir et sont désespérés. Les funérailles du chasseur se préparent. Le son du tambour funèbre et les détonations des coups de fusil tirés en hommage au défunt alertent l'hippotrague femelle, qui intervient à nouveau. Elle parvient à ressusciter Donso Nciba, mais ne peut plus lui laisser la queue désormais. La mort reprend ainsi ses droits sur le village. Pendant ce temps, Araba a passé la nuit chez son amant, certaine de ne plus revoir son mari vivant. Mais lorsqu'elle revient au matin, elle trouve chez elle Donso Nciba bien vivant. Elle tente de le tromper en faisant comme si de rien n'était et en se mettant aux petits soins pour lui. Donso n'est pas dupe et lui tend un piège pour tirer d'elle une vengeance sanglante. Il lui demande de s'arrêter sur le seuil en lui tournant le dos pour contempler sa beauté : lorsqu'elle obéit, il épaule son fusil et l'abat, puis l'achève au couteau.

## Éditions et traductions
Le récit est recueilli par Cheikh Oumar Dembélé auprès du conteur malien Amari Diarra à Koulikoro, au Mali, en 1974, au cours d'une veillée de chasseurs. Dans le cadre de sa thèse de doctorat de spécialité à l'École normale supérieure de Bamako, Cheikh Oumar Dembélé en fait la transcription et la traduction en français, qui paraît en 1974. Jacques Chevrier inclut des extraits commentés de l'épopée dans son anthologie L'Arbre à palabre en 1986.

## Analyse

### Une épopée de chasseurs
Selon Jacques Chevrier, qui se fonde sur la typologie des épopées africaines établie par Lilyan Kesteloot et Bassirou Dieng dans Les Épopées d'Afrique noire, l'épopée de Donso Nciba appartient à la catégorie des épopées mythologiques claniques ; en l'occurrence, elle met en avant un chasseur. La culture traditionnelle bambara accorde une grande place aux chasseurs, les « maîtres de la poudre », qu'un mythe bambara place sous le patronage de Sané et Kôndorôn (Sané est une figure de femme vertueuse et son fils Kôndorôn passe pour avoir été le tout premier chasseur) et qui sont regroupés dans des associations très fermées. Le mot donso désigne un chasseur membre d'un donso-ton, une société de chasseurs à laquelle on accède progressivement via une formation, des épreuves et une initiation, et qui implique le respect de règles de chasse, d'une spiritualité et d'une éthique.

### Contexte de performance
Les épopées du type de Donso Nciba, en l'honneur des chasseurs, sont relatées lors des veillées de chasseurs par le nwônifo, mot signifiant littéralement « le joueur de nwôni ». Le nwôni est une sorte de harpe à six cordes dotée d'une extrémité recourbées en forme d'arc. Le nwônifo chante en s'accompagnant de son nwôni et il est assisté le plus souvent de deux apprentis, dont l'un joue également du nwôni tandis que l'autre marque le rythme à l'aide d'un instrument à percussion qui prend la forme d'une sorte de pipe métallique qu'il fait résonner avec une baguette de fer. Le nwônifo maîtrise en outre un répertoire riche qui comprend des chants et des danses, dont certains dotés de plusieurs niveaux de signification que seuls les membres des sociétés de chasse peuvent comprendre pleinement ; de même, certaines danses sont réservées aux chasseurs émérites. Au moment où l'épopée est transcrite dans les années 1970, Amari Diarra est un nwôni considéré comme le meilleur conteur du Bélédougou mais également connu dans tout le Mali.

### Grands thèmes mythologiques
L'épopée de Donso Nciba évoque plusieurs grands thèmes récurrents des mythes bambaras. 
Elle évoque un passé lointain présenté comme révolu et merveilleux, situé dans les tout premiers temps mythiques des sociétés de chasseurs : les bêtes parlent encore, les chasseurs peuvent espérer réussir des chasses extraordinaires, voire s'affranchir de la mort elle-même. De ce point de vue, ce passé merveilleux est proche de l'idée d'un âge d'or perdu. 
Dans le même temps, l'épopée de Donso Nciba illustre et affirme des valeurs sociales et morales présentées comme toujours d'actualité, au travers du comportement des personnages.
L'épopée évoque largement le rôle des femmes, importantes dans l'épopée en dépit de leurs rôles en apparence secondaires. Des personnages comme Tinenfla et Nyéba incarnent le type de la femme vertueuse, gardienne du foyer et de la tradition, soumise et respectueuse envers son mari dont elle fait beaucoup pour entretenir et accroître le prestige social. Elle peut exercer une influence indirecte importante en éduquant et en guidant ses enfants, futurs héros. À l'autre extrême se trouve le type de la mauvaise épouse incarné par Araba, présentée comme un anti-modèle par sa frivolité et sa perfidie. Elle peut renvoyer à une autre figure féminine connotée négativement dans la mythologie bambara : celle de Mousso Koroni, associée au désordre et à la sorcellerie, qui aurait été à l'origine de l'apparition des menstrues à cause de sa violence. Le récit d'Amari Diarra n'est pas dépourvu d'une part de misogynie dans son insistance sur les malheurs consécutifs au comportement d'une « mauvaise femme ».
La figure de Donso Nciba peut quant à elle être rapprochée des figures d'enfants prodiges : dès sa jeunesse, il est présenté à plusieurs reprises comme « prédestiné », il fait preuve de qualités précoces et en particulier montre son attachement aux valeurs morales, sociales, etc. de la communauté. Il illustre ainsi une éthique privilégiant le souci de l'intérêt général à l'individualisme et entretenant un sens de la mesure contre les tentations de l'orgueil.